# Europeiska inomhusmästerskapen i friidrott 2015
Europeiska inomhusmästerskapen i friidrott 2015 arrangerades i Prag, Tjeckien, den 5–8 mars 2015. Mästerskapet var det 33:e i ordningen.

## Ansökningar
Prag valdes som arrangörsstad av Europeiska Friidrottsförbundet (EAA) vid ett möte i Sofia, Bulgarien den 5 maj 2012. Den andra staden som hade sökt mästerskapet var Istanbul, Turkiet. Prag arrangerade också Europeiska inomhusspelen i friidrott 1967, föregångaren till Europeiska inomhusmästerskapen i friidrott. Detta var första gången sedan Europamästerskapen i friidrott 1978 som ett stort mästerskap i friidrott arrangerades i Prag.

## Medaljöversikt

### Män
| Gren                | Guld                                                            | Guld       | Silver                                                           | Silver     | Brons                                                      | Brons      |
| 60 meter            | Richard Kilty Storbritannien                                    | 6,51 CR    | Christian Blum Tyskland                                          | 6,58       | Julian Reus Tyskland                                       | 6,60       |
| 400 meter           | Pavel Maslák Tjeckien                                           | 45,33 CR   | Dylan Borlée Belgien                                             | 46,25      | Rafał Omelko Polen                                         | 46,26      |
| 800 meter           | Marcin Lewandowski Polen                                        | 1.46,67    | Mark English Irland                                              | 1.47,20    | Thijmen Kupers Nederländerna                               | 1.47,25    |
| 1500 meter          | Jakub Holuša Tjeckien                                           | 3.37,68 NR | İlham Tanui Özbilen Turkiet                                      | 3.37,74    | Chris O'Hare Storbritannien                                | 3.38,96    |
| 3000 meter          | Ali Kaya Turkiet                                                | 7.38,42    | Lee Emanuel Storbritannien                                       | 7.44,48    | Henrik Ingebrigtsen Norge                                  | 7.45,54    |
| 60 meter häck       | Pascal Martinot-Lagarde Frankrike                               | 7,49 SB    | Dimitri Bascou Frankrike                                         | 7,50       | Wilhem Belocian Frankrike                                  | 7,52 PB    |
| 4x400 meter stafett | Belgien Julien Watrin Dylan Borlée Jonathan Borlée Kevin Borlée | 3.02,87 AR | Polen Karol Zalewski Rafał Omelko Łukasz Krawczuk Jakub Krzewina | 3.02,97 NR | Tjeckien Daniel Němeček Patrik Šorm Jan Tesař Pavel Maslák | 3.04,09 NR |
| Höjdhopp            | Daniil Tsyplakov Ryssland                                       | 2,31       | Silvano Chesani Italien Antonios Mastoras Grekland               | 2,31       |                                                            |            |
| Stavhopp            | Renaud Lavillenie Frankrike                                     | 6,04 CR    | Aleksandr Gripitj Ryssland                                       | 5,85       | Piotr Lisek Polen                                          | 5,85       |
| Längdhopp           | Michel Tornéus Sverige                                          | 8,30 NR    | Radek Juška Tjeckien                                             | 8,10 PB    | Andreas Otterling Sverige                                  | 8,06 PB    |
| Tresteg             | Nelson Évora Portugal                                           | 17,21      | Pablo Torrijos Spanien                                           | 17,04 NR   | Marian Oprea Rumänien                                      | 16,91      |
| Kula                | David Storl Tyskland                                            | 21,23      | Asmir Kolašinac Serbien                                          | 20,90      | Ladislav Prášil Tjeckien                                   | 20,66 SB   |
| Sjukamp             | Ilja Sjkurenjov Ryssland                                        | 6353 WL    | Arthur Abele Tyskland                                            | 6279       | Eelco Sintnicolaas Nederländerna                           | 6185       |

Förkortningar:  * CR = Mästerskapsrekord, * WL = Världsårsbästa, * EL = Europaårsbästa, * NR = Nationsrekord, * AR = Kontinentalrekord, * SB = Säsongsbästa, * PB = Personligt rekord.

### Kvinnor
| Event               | Guld                                                                   | Guld        | Silver                                                                      | Silver  | Brons                                                                   | Brons    |
| 60 meter            | Dafne Schippers Nederländerna                                          | 7,05 WL     | Dina Asher-Smith Storbritannien                                             | 7,08 NR | Verena Sailer Tyskland                                                  | 7,09     |
| 400 meter           | Natalija Pyhyda Ukraina                                                | 51,96       | Indira Terrero Spanien                                                      | 52,63   | Seren Bundy-Davies Storbritannien                                       | 52,64    |
| 800 meter           | Selina Büchel Schweiz                                                  | 2.01,95     | Jekaterina Poistogova Ryssland                                              | 2.01,99 | Natalija Lupu Ukraina                                                   | 2.02,25  |
| 1500 meter          | Sifan Hassan Nederländerna                                             | 4.09,04     | Angelika Cichocka Polen                                                     | 4.10,53 | Federica Del Buono Italien                                              | 4.11,61  |
| 3000 meter          | Jelena Korobkina Ryssland                                              | 8.47,62     | Sviatlana Kudzelitj Belarus                                                 | 8.48,02 | Maureen Koster Nederländerna                                            | 8.51,64  |
| 60 meter häck       | Alina Talaj Belarus                                                    | 7,85 NR     | Lucy Hatton Storbritannien                                                  | 7,90 PB | Serita Solomon Storbritannien                                           | 7,93 PB  |
| 4x400 meter stafett | Frankrike Floria Guei Elea Mariama Diarra Agnes Raharolahy Marie Gayot | 3.31,61     | Storbritannien Kelly Massey Seren Bundy-Davies Laura Maddox Kirsten McAslan | 3.31,79 | Polen Joanna Linkiewicz Małgorzata Hołub Monika Szczęsna Justyna Święty | 3.31,90  |
| Höjdhopp            | Marija Kutjina Ryssland                                                | 1,97        | Alessia Trost Italien                                                       | 1,97    | Kamila Lićwinko Polen                                                   | 1,94     |
| Stavhopp            | Anzjelika Sidorova Ryssland                                            | 4,80        | Ekaterini Stefanidi Grekland                                                | 4,75    | Angelica Bengtsson Sverige                                              | 4,70 NR  |
| Längdhopp           | Ivana Španović Serbien                                                 | 6,98 NR     | Sosthene Taroum Moguenara Tyskland                                          | 6,83    | Florentina Marincu Rumänien                                             | 6,79     |
| Tresteg             | Jekaterina Koneva Ryssland                                             | 14,69       | Gabriela Petrova Bulgarien                                                  | 14,52   | Hanna Knjazieva Israel                                                  | 14,49 NR |
| Kula                | Anita Márton Ungern                                                    | 19,23 NR    | Julija Leantsiuk Belarus                                                    | 18,60   | Radoslava Mavrodieva Bulgarien                                          | 17,83    |
| Femkamp             | Katarina Johnson-Thompson Storbritannien                               | 5000 NR, CR | Nafissatou Thiam Belgien                                                    | 4696 PB | Eliška Klučinová Tjeckien                                               | 4687 NR  |

Förkortningar:  * CR = Mästerskapsrekord, * WL = Världsårsbästa, * EL = Europaårsbästa, * NR = Nationsrekord, * AR = Kontinentalrekord, * SB = Säsongsbästa, * PB = Personligt rekord.

## Medaljligan
| Nr     | Nation         | 1  | 2  | 3  | Totalt |
| ------ | -------------- | -- | -- | -- | ------ |
| 1      | Ryssland       | 6  | 2  | 0  | 8      |
| 2      | Frankrike      | 3  | 1  | 1  | 5      |
| 3      | Storbritannien | 2  | 4  | 3  | 9      |
| 4      | Tjeckien       | 2  | 1  | 3  | 6      |
| 5      | Nederländerna  | 2  | 0  | 3  | 5      |
| 6      | Tyskland       | 1  | 3  | 2  | 6      |
| 7      | Polen          | 1  | 2  | 4  | 7      |
| 8      | Belgien        | 1  | 2  | 0  | 3      |
| 8      | Belarus        | 1  | 2  | 0  | 3      |
| 10     | Serbien        | 1  | 1  | 0  | 2      |
| 10     | Turkiet        | 1  | 1  | 0  | 2      |
| 12     | Sverige        | 1  | 0  | 2  | 3      |
| 13     | Ukraina        | 1  | 0  | 1  | 2      |
| 14     | Ungern         | 1  | 0  | 0  | 1      |
| 14     | Portugal       | 1  | 0  | 0  | 1      |
| 14     | Schweiz        | 1  | 0  | 0  | 1      |
| 17     | Italien        | 0  | 2  | 1  | 3      |
| 18     | Grekland       | 0  | 2  | 0  | 2      |
| 18     | Spanien        | 0  | 2  | 0  | 2      |
| 20     | Bulgarien      | 0  | 1  | 1  | 2      |
| 21     | Irland         | 0  | 1  | 0  | 1      |
| 22     | Rumänien       | 0  | 0  | 2  | 2      |
| 23     | Israel         | 0  | 0  | 1  | 1      |
| 23     | Norge          | 0  | 0  | 1  | 1      |
| Totalt | Totalt         | 26 | 27 | 25 | 78     |